# كأس المثابرة 1986
وهي أول بطولة كأس السوبر في العراق والتي تقام بين بطل بطولة الدوري وبطولة الكأس.
وفاز بلقب هذه البطولة نادي الرشيد (وصيف بطل الدوري) بعد فوزه على نادي الطلبة (بطل الدوري) (2-1).
أقيمت المباراة يوم 27 شباط 1986 وسجل الأهداف للرشيد عناد عبد وناطق هاشم وسجل هدف الطلبة الوحيد اللاعب حسين سعيد.